# Oxhey
Oxhey – dzielnica miasta Watford, w Anglii, w Hertfordshire, w dystrykcie Watford. W 2011 roku dzielnica liczyła 6752 mieszkańców.